# San Isidro (Tlalpujahua)
San Isidro es una localidad del estado mexicano de Michoacán. Es parte del municipio de Tlalpujahua. Fue fundada el 29 de julio de 1909.

## Toponimia
El nombre «San Isidro» hace referencia al santo patrono de la localidad: Isidro Labrador.

## Demografía
| Gráfica de evolución demográfica |
|                                  |

| Censo | Población |
| ----- | --------- |
| 1910  | 143       |
| 1921  | 139       |
| 1930  | 198       |
| 1940  | 937       |
| 1950  | 453       |
| 1960  | 357       |
| 1970  | —         |
| 1980  | 458       |
| 1990  | 497       |
| 2000  | 877       |
| 2010  | 1126      |
| 2020  | 1247      |